# Santa Maria delle Grazie (Acireale)
Santa Maria delle Grazie is een plaats (frazione) in de Italiaanse gemeente Acireale.